# Johann August von Veltheim
Johann August von Veltheim (* 13. Juli 1754 in Stolzenau; † 15. Februar 1829 in Hildesheim) war ein deutscher Offizier in britischen Diensten.

## Leben

### Familie
Johann August von Veltheim wurde als Sohn des Baron Friedrich Adrian von Veltheim (* 27. März 1715 in Destedt; † 7. Mai 1765 in Walsrode), kurfürstlich-hannoverscher Generalmajor und Regimentskommandeur des Kurhannoverschen Dragoner-Regimentes „von Ramdohr“, geboren. Seine Mutter war Johanna Friederike (* 12. Juni 1728 in Erxleben; † 28. Februar 1780 in Osterwieck), eine Tochter des Baron Johann August von Alvensleben (1680–1732). Sein Bruder war:
- Friedrich Ulrich von Veltheim (* 13. März 1753 in Stolzenau; † 7. Februar 1820 in Braunschweig)

Johann August von Veltheim heiratete am 14. Juli 1789 Amalie Philippine (* 4. Juni 1772; † 21. März 1832), jüngste Tochter des in Stolzenau verstorbenen Drosten Ludolph von Hugo (1754–1829). Gemeinsam hatten sie vier Kinder:
- Charlotte Henriette Wilhelmine Karoline Auguste Agnese Sophie Ulrike Dorothea von Veltheim (* 20. Oktober 1791; † 30. Mai 1846 in Marienberg, Mittelfranken);
- Johanna („Jenny“) Friederike Albertine Dorothea Wilhelmine Karoline Sophie von Veltheim (*  27. April 1793; † 8. Januar 1884 in Ebstorf);
- Friederike Auguste von Veltheim (* 1796; † 31. Oktober 1825);
- Friedrich August Ludolf von Veltheim (* 12. Dezember 1798 in Diepholz, Hunte; † 5. September 1876 in Ebstorf).

. Seit 1816 lebte er auf dem angestammten adligem Gut Beienrode bei Königslutter im hannoverschen Amt Fallersleben. Er starb im Kreis seiner Familie in Hildesheim.

### Werdegang
1769 trat er unter der Leitung seines Onkels, des damaligen Generalmajor Carl August von Veltheim (1718–1781), in Verden in den kurfürstlich-hannoverschen Militärdienst. Am 2. März 1770 erfolgte die Beförderung zum Premierleutnant in der Leibgarde und kurz darauf wurde er als Ober-Adjutant der Kavallerie beim Generalstab des kommandierenden Chef der hannoverschen Truppen, Feldmarschall Johann Wilhelm von Reden, versetzt.
1782 besuchte er zum Studium der Militärwissenschaften Straßburg, Paris und England.
Am 11. Oktober 1783 wurde er zum Rittmeister und Kapitän beim 7. Dragonerregiment befördert.
Während der Koalitionskriege kam er mit den hannoverschen Truppen zur alliierten Armee nach Brabant und Flandern. Am 23. Mai 1793 nahm er an der Schlacht bei Famars teil. 1795 kehrte er mit der Armee aus Brabant nach Deutschland zurück, blieb jedoch mit seinem Regiment, in dem er inzwischen zum Major befördert worden war, an der französischen Grenze stationiert. Am 23. Juli 1799 wurde er zum Oberstleutnant im 1. Leibregiment befördert. 1801 kehrte er mit seinem Regiment nach Lüneburg in das Standquartier zurück.
1805 trat er, nachdem Hannover unter französische Verwaltung kam (Konvention von Artlenburg), in englische Dienste in die King’s German Legion ein. Er war beteiligt an der Errichtung des 2. schweren, später 2. leichtes Dragonerregiment der englisch-deutschen Legion. Im gleichen Jahr wurde er zum Oberst in der britischen Armee ernannt. Mit dem Regiment, dessen Kommando ihm übertragen worden war, verlegte er 1806 von Cuxhaven nach England. Unmittelbar nach der Ankunft in England ging es über Canterbury nach Deal und Ramsgate. In Deal, Ramsgate, Sandwich und Walmer übernahm das Regiment den Küstendienst, um vor möglichen feindlichen Landungen zu schützen.
1807 marschierte er mit seinem Regiment durch London, Oxford und Coventry durch England bis nach Liverpool. Von hier aus verlegten sie auf neun Transportschiffen nach Irland. 1808 erhielt er das Kommando der schweren Kavalleriebrigade, bestehend aus dem 1. und 2. schweren Dragonerregiment der englisch-deutschen Legion, stationiert im mittleren Irland. Im Herbst 1808 kam er nach Tullamore und von da aus nach Ballinasloe und Roscommon und im September 1809 wurde er mit seinem Brigadestab in den Südwestdistrikt nach Fermoy, in der Nähe von Cork, verlegt. Zum Befehl über die schwere Kavalleriebrigade wurde ihm gemäß der Generalordre v. 13. September 1809 das Kommando über sämtliche Truppen der 7.800 Mann starken Fermoy-Division, die in Killaty, Kilworth, Castlelyons, Rathcormac, Mallow und Fermoy stationiert waren, übertragen. Johann August von Veltheim wurde am 25. August 1809 zum Brigadegeneral beim Stab von Irland erhoben. Am 7. Mai 1810 wurde er Kommandeur des 3. Husarenregimentes der englisch-deutschen Legion, dies führte zu seiner Rückkehr nach England. Am 25. Juli 1810 wurde er zum englischen Generalmajor befördert. Am 24. Januar 1814 wurde er zum Kommandeur des 2. leichten Dragonerregimentes ernannt, der Legion, die er bereits in Hannover, England und Irland befehligt hatte.
Bei Auflösung der Kings German Legion und seines Regimentes (aus dem 1816 das hannoversche Leibkürassier-Regiment entstand), wurde er am 24. Februar 1816 in Emden aus dem britischen aktiven Dienst entlassen und ging in den Ruhestand.
Im Mai 1822 erhielt er vom Regenten Georg IV. in Hannover den Dienstgrad eines Generalleutnants verliehen.
Von der lüneburgischen Ritterschaft wurde er zum Mitglied der Landstände des Königreichs Hannover gewählt.